# 落語者
『落語者』（らくごもの）は、テレビ朝日で深夜に放送されていたバラエティ番組（演芸番組）。
第1弾は、2010年1月5日から同年3月30日まで毎週火曜日25:21 - 25:51（JST）に放送されていた。全13回。シリーズ第2弾が2011年1月15日から2012年9月21日まで毎週金曜日26:50 - 27:20に放送されていた。全68回。

## 概要
毎回一人、ゲストに招かれた若手からベテランまでさまざまな噺家が落語を一席披露する（持ち時間22分）。
演目は演者の十八番とされており、古典落語にかぎらず三遊亭白鳥「戦え!おばさん部隊」や林家彦いち「みんな知っている。」のように新作落語も演じられた。
番組司会としてテレビ朝日の竹内由恵アナが、オープニングでゲストの紹介、エンディングでは演者と横並びで舞台へりに腰を掛けてインタビューをおこなう。
演者は2週続けての出演が多く。インタビューでは、1週目は、「落語家になった経緯」、「修行中の話題」などや、その他の落語関連の話題を放送し、2週目では、出演者のお気に入りの「スイーツ」（和洋問わず）の紹介をし、実際に一口食べてインタビューを続ける。（インタビュー内容は「スイーツ」の話題や、途中で話題を変えて「落語」関連の話題などと様々）
収録はテレビ朝日のスタジオで、番組公式サイトで一般公募した観覧者数十名が参加して行われた。
DVD発売が予定されている。

## 出演者
司会
- 竹内由恵（テレビ朝日アナウンサー）

ゲスト

## 放送リスト

### 第1期
| 2010年 | 2010年       | 2010年             | 2010年     | 2010年          | 2010年   |
| 回     | ゲスト       | 演目               | 放送日     | 放送日          | 放送日   |
| 回     | ゲスト       | 演目               | テレビ朝日 | BS朝日          | 四国放送 |
| ------ | ------------ | ------------------ | ---------- | --------------- | -------- |
| 1      | 柳家花緑     | 時そば             | 1月5日     | 4月4日,7月7日   | 4月2日   |
| 2      | 三遊亭白鳥   | 戦え!おばさん部隊  | 1月12日    | 4月11日,7月14日 | 4月16日  |
| 3      | 桃月庵白酒   | 替り目             | 1月19日    | 4月18日,7月21日 | 4月23日  |
| 4      | 柳亭市馬     | 粗怱の釘           | 1月26日    | 4月25日,7月28日 | 4月30日  |
| 5      | 林家彦いち   | みんな知っている。 | 2月2日     | 未放送          | 5月14日  |
| 6      | 立川生志     | 反対俥             | 2月9日     | 5月2日,8月25日  | 5月21日  |
| 7      | 橘家文左衛門 | のめる             | 2月16日    | 5月9日,6月27日  | 5月28日  |
| 8      | 古今亭菊之丞 | たいこ腹           | 2月23日    | 5月16日,9月1日  | 6月11日  |
| 9      | 笑福亭風喬   | 堪忍袋             | 3月2日     | 5月23日,9月8日  | 6月18日  |
| 10     | 五明樓玉の輔 | 悋気の独楽         | 3月9日     | 5月30日,9月15日 | 6月25日  |
| 11     | 三遊亭歌武蔵 | 大安売り           | 3月16日    | 6月6日          | 7月2日   |
| 12     | 柳家甚語楼   | 狸賽               | 3月23日    | 6月13日,9月22日 | 7月16日  |
| 13     | 古今亭菊志ん | 天災               | 3月30日    | 6月20日,9月29日 | 7月23日  |

### 第2期
| 2011年 | 2011年       | 2011年         | 2011年   |
| 回     | ゲスト       | 演目           | 放送日   |
| ------ | ------------ | -------------- | -------- |
| 1      | 柳家花緑     | あたま山       | 1月15日  |
| 2      | 林家彦いち   | 初天神         | 1月22日  |
| 3      | 三遊亭白鳥   | スーパー寿限無 | 1月29日  |
| 4      | 立川志らく   | 疝気の虫       | 2月5日   |
| 5      | 桃月庵白酒   | 真田小僧       | 2月12日  |
| 6      | 五明樓玉の輔 | 宮戸川         | 2月19日  |
| 7      | 桂吉弥       | 蛇含草         | 2月26日  |
| 8      | 立川生志     | 茶の湯         | 3月5日   |
| 9      | 春風亭一之輔 | あくび指南     | 3月19日  |
| 10     | 橘家文左衛門 | 道灌           | 3月26日  |
| 11     | 柳亭市馬     | 高砂や         | 4月2日   |
| 12     | 古今亭菊志ん | 祇園祭         | 4月8日   |
| 13     | 三遊亭兼好   | だくだく       | 4月15日  |
| 14     | 三遊亭兼好   | 権助魚         | 4月22日  |
| 15     | 桂吉坊       | 蔵丁稚         | 5月6日   |
| 16     | 桂吉坊       | 崇徳院         | 5月13日  |
| 17     | 入船亭扇辰   | 天狗裁き       | 5月20日  |
| 18     | 入船亭扇辰   | 三方一両損     | 6月3日   |
| 19     | 春風亭百栄   | 桃太郎後日譚   | 6月10日  |
| 20     | 春風亭百栄   | 今時の作文     | 6月17日  |
| 21     | 春風亭一之輔 | 短命           | 7月1日   |
| 22     | 古今亭菊之丞 | 幾代餅         | 7月8日   |
| 23     | 古今亭菊之丞 | お見立て       | 8月5日   |
| 24     | 三遊亭遊馬   | 牛ほめ         | 8月12日  |
| 25     | 三遊亭遊馬   | 蛙茶番         | 8月19日  |
| 26     | 桂よね吉     | 御公家女房     | 9月2日   |
| 27     | 桂よね吉     | ちりとてちん   | 9月9日   |
| 28     | 柳亭左龍     | お菊の皿       | 9月16日  |
| 29     | 柳亭左龍     | 粗忽長屋       | 9月23日  |
| 30     | 春風亭一之輔 | 黄金の大黒     | 10月7日  |
| 31     | 春風亭一之輔 | 夏どろ         | 10月14日 |
| 32     | 笑福亭たま   | 青菜           | 10月28日 |
| 33     | 笑福亭たま   | 寝床           | 11月4日  |
| 34     | 桂歌之助     | 看板の一       | 11月11日 |
| 35     | 桂歌之助     | 片棒           | 11月18日 |
| 36     | 柳家甚語楼   | 壺算           | 12月4日  |
| 37     | 柳家甚語楼   | 犬の目         | 12月9日  |
| 38     | 立川生志     | 千早振る       | 12月16日 |
| 39     | 立川生志     | 元犬           | 12月23日 |

| 2012年 | 2012年             | 2012年       | 2012年  |
| 回     | ゲスト             | 演目         | 放送日  |
| ------ | ------------------ | ------------ | ------- |
| 40     | 三遊亭兼好         | 饅頭こわい   | 1月6日  |
| 41     | 三遊亭兼好         | しの字嫌い   | 1月13日 |
| 42     | 林家彦いち         | 狸の札       | 1月20日 |
| 43     | 林家彦いち         | 鮑のし       | 2月3日  |
| 44     | 桂平治             | 鈴ヶ森       | 2月10日 |
| 45     | 桂平治             | 親子酒       | 2月17日 |
| 46     | 柳家一琴           | 転失気       | 3月2日  |
| 47     | 柳家一琴           | 目薬         | 3月9日  |
| 48     | 三笑亭可龍         | 松竹梅       | 3月16日 |
| 49     | 三笑亭可龍         | 締め込み     | 3月23日 |
| 50     | 春風亭一之輔       | 長屋の花見   | 3月30日 |
| 51     | 春風亭一之輔       | 雛鍔         | 4月6日  |
| 52     | 柳家花緑           | 長短         | 4月13日 |
| 53     | 柳家花緑           | 二階ぞめき   | 4月20日 |
| 54     | 桂まん我           | 胴斬り       | 5月4日  |
| 55     | 桂まん我           | しじみ売り   | 5月11日 |
| 56     | 橘家圓太郎         | 勘定板       | 5月18日 |
| 57     | 橘家圓太郎         | かんしゃく   | 6月1日  |
| 58     | 入船亭扇好         | 寄合酒       | 6月8日  |
| 59     | 入船亭扇好         | 紙入れ       | 6月15日 |
| 60     | 隅田川馬石         | 安兵衛狐     | 6月22日 |
| 61     | 隅田川馬石         | 船徳         | 7月6日  |
| 62     | 柳家小せん (5代目) | 一目上り     | 7月13日 |
| 63     | 柳家小せん (5代目) | 新聞記事     | 8月3日  |
| 64     | 古今亭菊六         | そば清       | 8月10日 |
| 65     | 古今亭菊六         | 転宅         | 8月17日 |
| 66     | 古今亭菊志ん       | くしゃみ講釈 | 8月24日 |
| 67     | 立川志らく         | 洒落小町     | 9月7日  |
| 68     | 立川志らく         | 死神         | 9月21日 |

### 放送休止
- 毎月最終金曜日（2011年4月〜 ） - 『朝まで生テレビ!』のため。

- 2011年3月12日 - 東日本大震災により『ANN報道特別番組』に変更。
- 2011年7月15日 - 『第140回全英オープンゴルフ』中継。
- 2011年7月29日 - 『第35回全英リコー女子オープンゴルフ』中継。
- 2012年7月20日 - 『第141回全英オープンゴルフ』中継。
- 2012年9月14日 - 『第36回全英リコー女子オープンゴルフ』中継

## スタッフ
- ナレーター：大場真人
- 構成：小林哲也、水野英昭
- TD：横関正人
- カメラ：山口崇、桝田茂雄
- 音声：猪俣晃
- VE：駒井譲
- 照明：櫻井篤
- 美術デザイン：福田亜矢子
- 美術進行：飛田幸
- 装置：野間恵美子
- 大道具：松岡美都司
- 小道具：石川将太
- スタイリスト：中原正登
- メイク：段久美子
- CG：藤井俊都、福田隆之
- EED：細谷大輔
- MA：関川一貴
- 音効：東由美
- TK：岸波明子
- 編成：吉村周
- 宣伝：三本真一
- 技術協力：テレビ朝日クリエイト、テイクシステムズ、KYORITZ、CC Factory、TOC (東京オフラインセンター)、ヌーベルバーグ
- デスク：中川千波
- AD：前原淳史
- ディレクター：安井章浩
- プロデューサー：倉島章二
- ゼネラルプロデューサー：友寄隆英
- 制作著作：テレビ朝日

### 過去のスタッフ
- 編成：松野良紀、林雄一郎、髙橋正輝
- 宣伝：井上裕子
- ゼネラルプロデューサー：藤井智久、加地倫三

## 放送局
| 放送対象地域 | 放送局         | 系列           | 放送期間                                                                       | 放送日時                                                 | 備考                                                          |
| ------------ | -------------- | -------------- | ------------------------------------------------------------------------------ | -------------------------------------------------------- | ------------------------------------------------------------- |
| 関東広域圏   | テレビ朝日     | テレビ朝日系列 | 2010年1月5日 - 3月30日（第1期） 2011年1月15日 - 4月2日（第2期） 2011年4月8日 - | 火曜 25:21 - 25:51 土曜 25:55 - 26:25 金曜 26:50 - 27:20 | 制作局                                                        |
| 全国放送     | BS朝日         | BSデジタル放送 | 2010年4月4日 - 9月29日（第1期） 2011年7月4日 - 2012年4月30日（第2期）          | 日曜 23:30 - 24:00 月曜 23:30 - 24:00                    | 毎週放送ではない 第2期は#1-31までで休止                       |
| 岩手県       | 岩手朝日テレビ | テレビ朝日系列 | 2010年4月4日 - 6月27日（第1期） 2011年5月2日 - 6月27日（第2期）                | 日曜 25:00 - 25:30 月曜 25:20 - 25:50                    | 第2期は打ち切り（#1-10）                                      |
| 宮城県       | 東日本放送     | テレビ朝日系列 | 2011年5月20日 - 6月10日（第2期）                                               | 金曜 14:29 - 14:59                                       | 打ち切り（#1-5）                                              |
| 山形県       | 山形テレビ     | テレビ朝日系列 | 2011年6月16日（第2期）                                                         | 木曜 25:15 - 25:45                                       | #1のみ                                                        |
| 福島県       | 福島放送       | テレビ朝日系列 | 2010年4月9日 - 9月11日（第1期） 2011年3月23日 - 6月11日（第2期）               | 金曜 25:25 - 25:55 不定期                                | 全回放送。金曜ナイトセレクション枠1部 第2期は打ち切り（#1-8） |
| 沖縄県       | 琉球朝日放送   | テレビ朝日系列 | 2010年5月19日 - 8月11日（第1期）                                               | 水曜 25:15 - 25:45                                       | 全回放送                                                      |
| 徳島県       | 四国放送       | 日本テレビ系列 | 2010年4月2日 - 7月23日（第1期）                                                | 金曜 25:28 - 25:58                                       | 全回放送                                                      |